# پارچد
پارچد (به هندی: Parched) فیلمی محصول سال ۲۰۱۵ و به کارگردانی لینا یاداو است. در این فیلم بازیگرانی همچون تانیشتا چاتراجی، رادیکا آپته، سوروین چاولا، عادل حسین، لهار خان، سایانی گوپتا و ریدی سن ایفای نقش کرده‌اند.